# Ōkurayama-backen

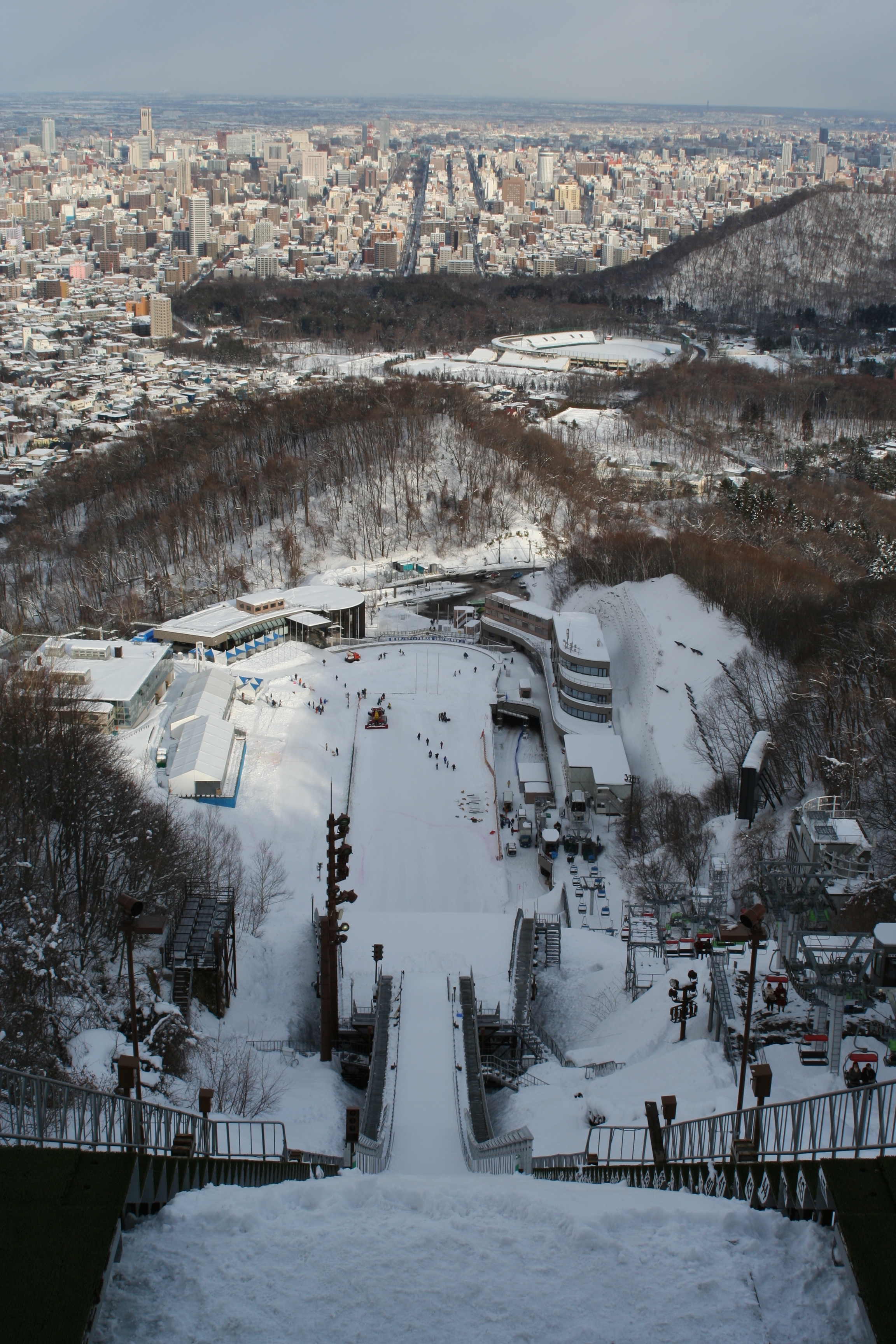
Vy över Sapporo från tornet i Ōkurayama-backen

Ōkurayama-backen (japanska: 大倉山シャンツェ, Ōkurayama Syantse), officiellt Ōkurayama backhoppningsstadion (大倉山ジャンプ競技場, Ōkurayama Jampu Kyōgijō), är en hoppbacke i Sapporo på ön Hokkaido i Japan. Backen ligger i Miyanomori-området i stadsdelen Chūō-ku, i öster om berget Okura. Hoppbacken har K-punkt 120 meter (K120) och backstorleken är 134 meter (HS124). Backen ägs av Sapporo stad.
Ōkurayama-backen var arena för backhoppning (stora backen) under OS 1972 och skid-VM 2007, samt vinter-Universiaden 1991. Normalbacketävlingarna i alla mästerskapen arrangerades i den mindre Miyanomori-backen, som ligger ungefär 1 kilometer söder om Ōkurayama-backen. Ōkurayama-backen har varit arena för världscupen i backhoppning sedan 1980.

## Historia
Hoppbacken i Sapporo byggdes mellan juli och oktober 1931, med hjälp från prins Yasuhito, en yngre bror till kejsar Hirohito. Backen konstruerades med K-punkt 60 meter (K60), av norska Olaf Helset. Hoppbacken bekostades av baron Kishichiro Okura. Backen namngavs efter honom. Första tävlingen  i backen avhölls 17 januari 1932. Ōkurayama-backen utvidgades till K80 1952.
Då Sapporo tilldelades Olympiska vinterspelen 1972 planerade man att bygga stora backen och normalbacken bredvid varann. Men i stället byggdes Ōkurayama-backen om och utvidgades till K110. Ombyggnaden gjordes mellan mars 1969 och januari 1972.

### Olympiska vinterspelen 1972
Backhoppstävlingen i stora backen under OS 1972 arrangerades 11 februari i Ōkurayama-backen. Tävlingen stördes av vind. När backen ombyggdes före OS försökte man att skydda backen mot vinden ved att vända backen lite mot et annat håll. Försöket lycktes inte helt. Tävlingsförhållanden i OS-tävlingen blev mycket ojämna för hopparna, men tävlingen blev den jämnaste någonsin. Wojciech Fortuna, Polen, vann tävlingen och blev olympisk mästare med minsta möjliga marginal, 0,1 poäng, före Walter Steiner, Schweiz. Rainer Schmidt, Östtyskland tog bronsmedaljen, bara 0,6 poäng efter segraren. 
Senare har backen utvidgats och ombyggts flera gånger. Den utvidgades till K115 1986 och till K120 1996. Hiss monterades i backen 1982 och hissen ombyggdes 1997/1998 då backen moderniserades. Backen fick då även plastmattor för att den skulle kunna användas om sommaren. Även en ljusanläggning monterades så att backen kunde användas till kvällstävlingar.

### VM 2007
Under VM 2007 var tävlingen i stora backen igen tät och jämn. Simon Ammann, Schweiz lyckades vinna VM-guldet 0,2 poäng före silvermedaljören Harri Olli, Finland. Roar Ljøkelsøy Norge tog bronsmedaljen 3,2 poäng efter guldvinnaren Simon Amman. Lagtävlingen hölls i Ōkurayama-backen dagen efter individuella tävlingen. Österrikiska laget vann tävlingen klart. Wolfgang Loitzl, Gregor Schlierenzauer, Andreas Kofler och Thomas Morgenstern vann hela 46,9 poäng före silvermedaljörerna från Norge och 94,3 före japanska hemmafavoriterna.

## Backrekord
Officiellt backrekord (noterat i världscupen eller internationella mästerskap) i Ōkurayama-backen är 140 meter satt av Roar Ljøkelsøy (Norge) i världscupen 22 januari 2006. Yūsuke Kaneko (Japan) hoppade 145 meter i Ito Cup 25 mars 2005, och samma längd hoppades av Noriaki Kasai (Japan) i HBC Cup 11 januari 2010. Backrekordet på plast är 141 meter, och noterades av Noriaki Kasai den 19 oktober 2007.

## Internationella tävlingar i Ōkurayama-backen
| Tävling           | Datum            | Vinnare                                                                           | Andra                                                        | Tredje                                                        |
| ----------------- | ---------------- | --------------------------------------------------------------------------------- | ------------------------------------------------------------ | ------------------------------------------------------------- |
| OS, K110          | 11 februari 1972 | Wojciech Fortuna                                                                  | Walter Steiner                                               | Rainer Schmidt                                                |
| VM, K120          | 24 februari 2007 | Simon Ammann                                                                      | Harri Olli                                                   | Roar Ljøkelsøy                                                |
| VM, laghopp, K120 | 25 februari 2007 | Österrike Wolfgang Loitzl Gregor Schlierenzauer Andreas Kofler Thomas Morgenstern | Norge Tom Hilde Anders Bardal Anders Jacobsen Roar Ljøkelsøy | Japan Shōhei Tochimoto Takanobu Okabe Daiki Itō Noriaki Kasai |

## Övrigt
Svåra vindförhållanden tillsammans med den långa restiden och stora tidsskillnaden från Europa gör att många europeiska elithoppare inte tävlar i världscupen och kontinentalcupen (COC) i Japan.